# Gushnasp-Vahram d'Armènia
Gushnasp-Vahram va ser governador (marzban) d'Armènia durant l'Imperi Sassànida. No se sap gaire sobre la seva vida ni el seu govern. Segons les fonts, va governar de 552 a 554 o de 548 à 552.
El 551 la guerra entre l'Imperi Romà d'Orient i Pèrsia per la Còlquida estava en ple desenvolupament. Els romans d'Orient reconqueriren Petra; moltes ciutats foren destruïdes com Kotiatissium (Kutais), Rhodòpolis (Vardistzikhe), Arxeòpolis (Nakalakevi a Mingrèlia) i Phasis (Poti). El 555 es va ajustar la treva.
Gushnasp-Vahram fou substituït per Tan-Shahpuhr el 555.